# Enciam llarg

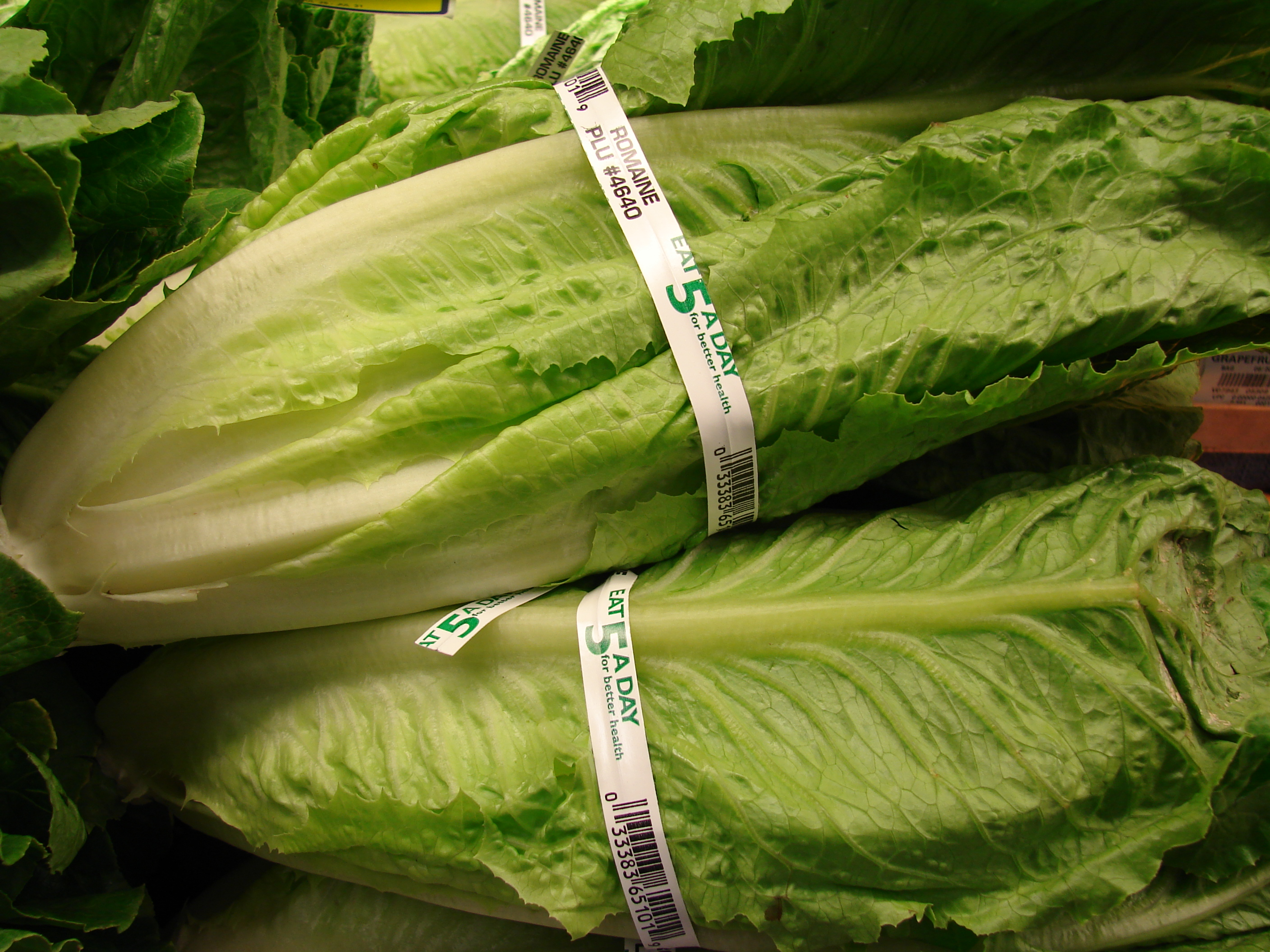
Enciam romà o llarg a punt per vendre.

L'Enciam llarg o romà (Lactuca sativa var. longifolia) és una varietat d'enciam que creix amb fulles robustes i nervis forts. Es diferencia de la majoria d'enciams perquè és resistent a la calor.

## Origen i etimologia
En català, italià i francès, entre d'altres, rep el nom de romà perquè es considera que va arribar a Occident a través de Roma. En anglès britànic rep el nom de "cos lettuce" perquè es considera que el seu origen en concret està a l'illa grega de Cos.

## Nutrició
| Valor nutritiu de 100 grams d'enciam romà |         |
| Energia                                   | 72 kj   |
| Proteïnes                                 | 1,2 g   |
| Aigua                                     | 95 g    |
| Greixos                                   | 0,3 g   |
| Carbs                                     | 3,3 mg  |
| Fibra                                     | 2,1 g   |
| Vitamina A                                | 290 μg  |
| Vitamina C                                | 2,4 mg  |
| Potassi                                   | 247 mg  |
| Fòsfor                                    | 30 mg   |
| Calci                                     | 33 mg   |
| Ferro                                     | 0,97 mg |
| Àcid fòlic                                | 136 μg  |

Igual que amb altres verdures de fulles verdes, els antioxidants que conté l'enciam romà es creu que ajuden a prevenir el càncer. i pot reduir els nivells de còlon i carcinògens de càncer de fetge.